# Шольц, Руперт
Руперт Шольц (нем. Rupert Scholz; род. 23 мая 1937, Берлин) — немецкий политический деятель, член Христианско-демократического союза, профессор права.
Был 9-м федеральным министром обороны с 1988 по 1989 год в кабинете Гельмута Коля. На этом посту в результате перестановок в правительстве его сменил Герхард Штольтенберг. Шольц также был сенатором Берлина.